# Molde Idrettspark
El Molde Idrettspark es un estadio multiusos ubicado en la ciudad de Molde en Noruega y actualmente es la sede del equipo de atletismo de IL Molde-Olymp y del club de fútbol SK Træff.

## Historia
Fue inaugurado el 28 de agosto de 1955 con el nombre Molde Stadion y antes de ese día el Molde FK jugaba de local en el Rivalbanen. El partido inaugural fue por la segunda fecha de la Tippeligaen entre Molde FK y Kristiansund FK. Arne Hemnes anotó el primer gol en la historia del estadio, el cual fue el único gol del partidos para darle la victoria al Molde por 1–0 al cual asistieron aproximadamente 2,500 espectadores. Molde jugó en la Main League en 1958, y el estadio no fue utilizado para partidos de primera división hasta que el Molde logró el ascenso en 1974. Ese año se hizo una ampliación expandiendo las graderías. Una gran gradería fue construida a inicios de los años 1980. Sin embargo, por la costosa remodelación el club quedó cerca de la bancarrota en 1991.
El récord de asistencia es de 14,793 el 10 de octubre de 1987 en la última jornada de la primera división para definir al campeón ante el Moss FK, el cual perdió el Molde por 0–2. El primer equipo del Molde se mudó al nuevo Molde Stadion (actual Aker Stadion) en 1998, año en el que el estadio cambió de nombre. El Molde FK jugó 227 partidos de primera división en el Molde Idrettspark.